# هيرمان هارمز
هيرمان أوغست ثيودور هارمز (1870-1942) (بالإنجليزية: Hermann August Theodor Harms)‏ هو عالم نبات ألماني.
الجنس النباتي الهارمزية (الاسم العلمي:Harmsia) (سماها يوليوس شومان) من الفصيلة الخبازية سمي على اسمه.